# Лоусон, Роберт
Роберт Артур Лоусон (англ. Robert Arthur Lawson, 1 января 1833, Ньюбург, Шотландия — 3 декабря 1902, регион Кантэбери, Новая Зеландия) — один из самых влиятельных новозеландских архитекторов XIX столетия.
Считается, что своими многочисленными творениями в стиле неоготики и неоклассицизма Роберт Лоусон, как никто другой, изменил внешний облик новозеландских городов Викторианской эпохи.

## Работы

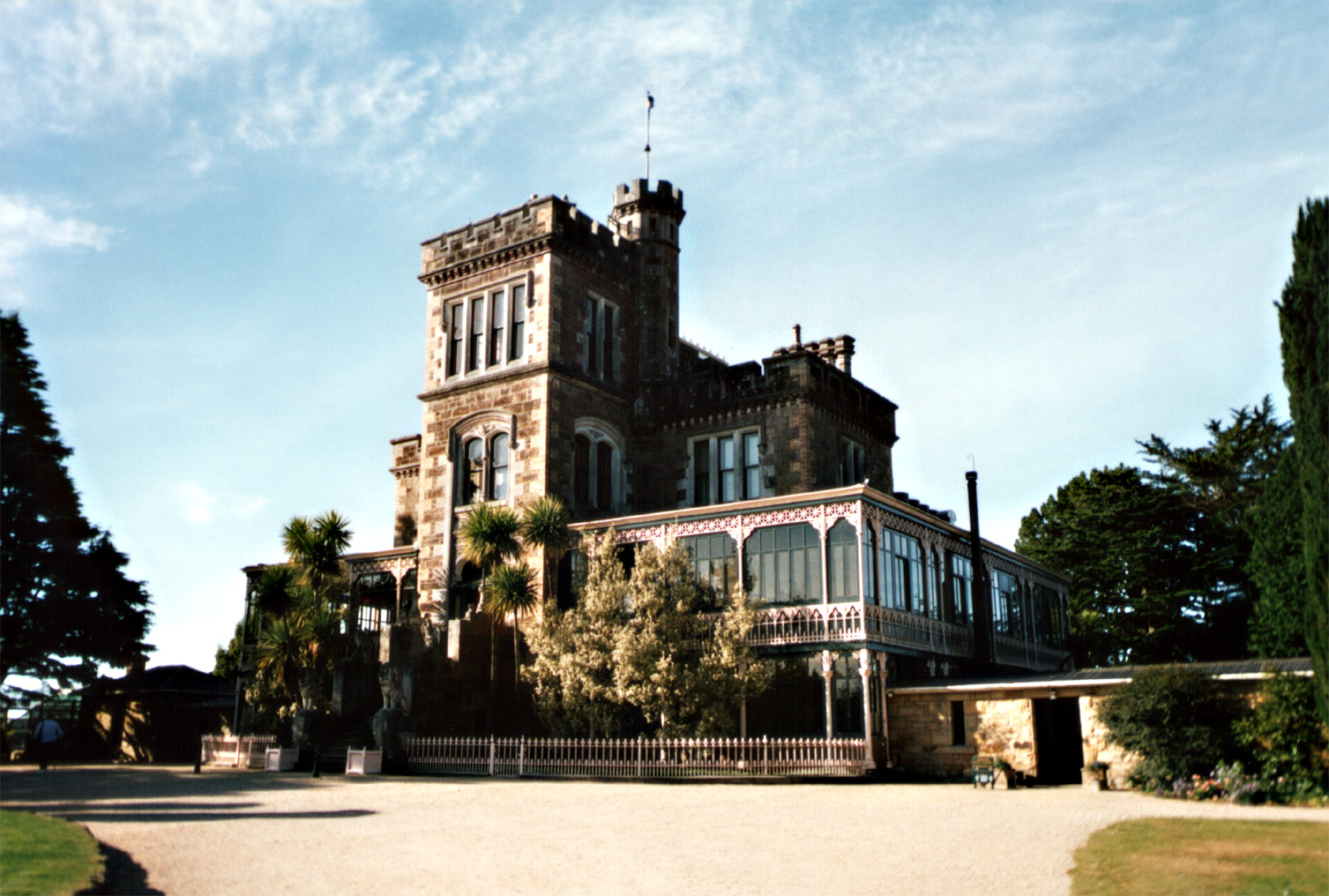
Фасад Замка Ларнак англ. Larnach Castle.
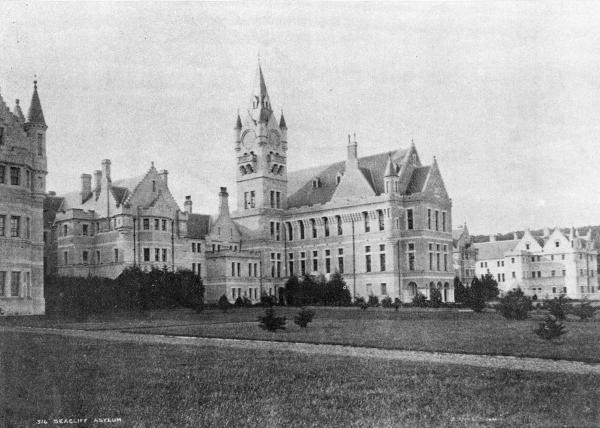
Здание психиатрической больницы Сиклифф англ. Seacliff Lunatic Asylum.
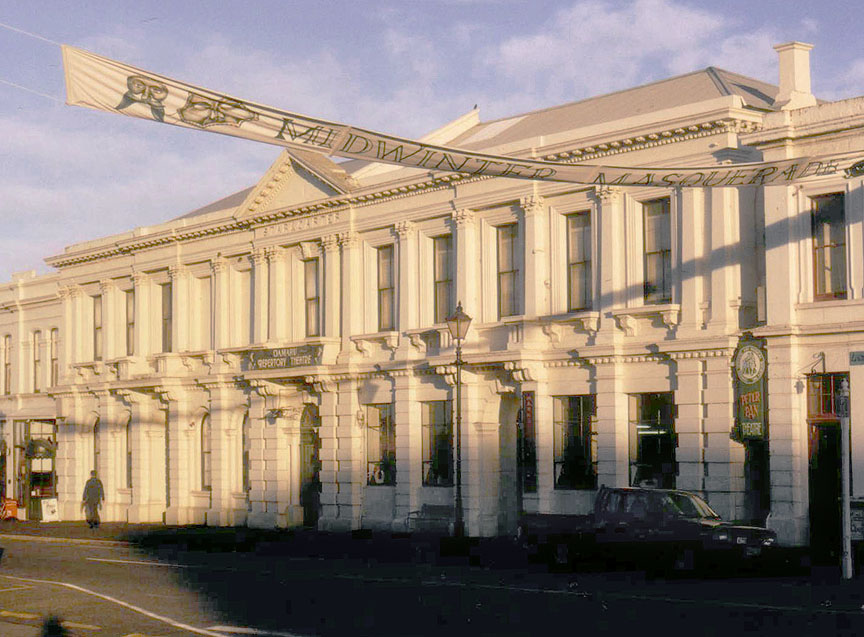
Отель Star and Garter англ. Star and Garter Hotel.